# Karangnongko (Mojosongo)
Karangnongko is een bestuurslaag in het regentschap Boyolali van de provincie Midden-Java, Indonesië. Karangnongko telt 2860 inwoners (volkstelling 2010).